# Морські їжаки
Морські їжаки (лат. Echinoidea) — клас безхребетних типу голкошкірих. Тепер нараховують близько 800 видів. Клас поділяється на 2 підкласи Правильні та Неправильні морські їжаки залежно від симетрії тіла (правильні мають радіальну симетрію, неправильні — білатеральну).

## Еволюційний розвиток

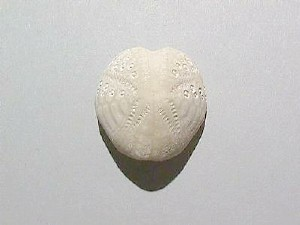
Викопний морський їжак Lovenia woodsi, що жив у пліоцені

Оскільки морські їжаки мають вапняковий скелет, їхні рештки досить добре збереглися та дозволяють прослідкувати історію виникнення та еволюцію цієї групи тварин. Морські їжаки з'явились у ордовику. Протягом палеозою вони залишались нечисленною групою бентичних організмів (за винятком карбону, коли їхнє різноманіття дещо збільшилось). З палеозою відомо 7 родин морських їжаків. З пермського у тріасовий період перейшов лише один рід Miocidaris, що належить до ряду Cidaroida. У нижньому та середньому тріасі знахідки морських їжаків одиничні. У пізньому тріасі починається інтенсивне видоутворення, особливо у юрському періоді. З'явились так звані зовнішньозяброві їжаки (Diadematacea), а також підклас неправильних їжаків. Різноманіття неправильних морських їжаків у мезозої та кайнозої було більшим ніж правильних. Всього з мезо-кайнозою відомо 26 родин правильних їжаків та 52 родини неправильних.

## Будова

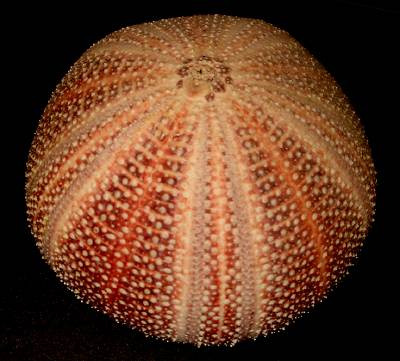
Панцир морського їжака

Тіло розміром від 2 до 30 см, мають зазвичай близьку до кулястої форму (їжаки підкласу правильних), зустрічаються також морські їжаки плоскої форми (їжаки підкласу неправильних). Має нижню (оральну) та верхню (аборальну) сторони. На нижній стороні знаходиться ротовий отвір, на верхній — анальний. Тіло вкрите рядами твердих пластинок, що утворюють панцир. У більшості видів (крім родини Echinothuriidae) пластинки з'єднані нерухомо. Таким чином майже вся поверхня тіла морського їжака має суцільну тверду оболонку, залишаються м'якими лише невеликі ділянки біля ротового отвору (перистом) та анального отвору (перипрокт). Панцир сучасних представників класу має подібну будову. Він складається з 20 рядів пластинок, що розташовані на меридіанах, що проходять від ротового до анального отвору.
Така будова панцира характерна для правильних морських їжаків, для яких характерна радіальна симетрія та неможливо відрізнити передній та задній кінці тіла. У неправильних морських їжаків рот змістився переднім радіусом вперед, а анальний отвір з центру апікального поля на край шкаралупи або навіть на черевну сторону. Вони мають білатеральну симетрію та можна гарно відрізнити передню та задню сторону тіла. У більшості неправильних морських їжаків амбулакральні ряди на спинній стороні розширюються в особливі утворення — петалоїди, що мають вигляд листків. До роту неправильних їжаків підходять непарні пластинки, які називають перистомальними, одна з них має вигляд губи, тварина з її допомогою копає м'який ґрунт.
Рух та захоплення їжі забезпечується амбулакральною (водносудинною) системою. Вона складається з радіальних амбулакральних каналів, які проходять меридіанами від оральної до аборальної сторони, вони з'єднуються біля рота кільцевим каналом. З зовнішнім середовищем система з'єднується за допомогою отворів мадрепорової пластинки на аборальній стороні тіла. Від радіальних каналів відходять бічні гілки до амбулакральних ніжок на зовнішній поверхні тіла. Ніжки являють собою циліндричні трубочки з ампулою, що розтягується, на одному кінці та підошвою або присоском на іншому. Ніжки рухаються за допомогою зміни тиску води у каналах та ампулах.
Дихання забезпечується зовнішніми шкіряними зябрами, які розташовані по перистому.
У глибині ротового отвору розташований жувальний орган, так званий ліхтар аристотеля. Він складається з 35 вапнякових щаблин та пластин, які рухливо з'єднані між собою м'язами. Головною частиною цього органу є 5 парних пірамідок, в яких розташовано по 1 довгому зубу.

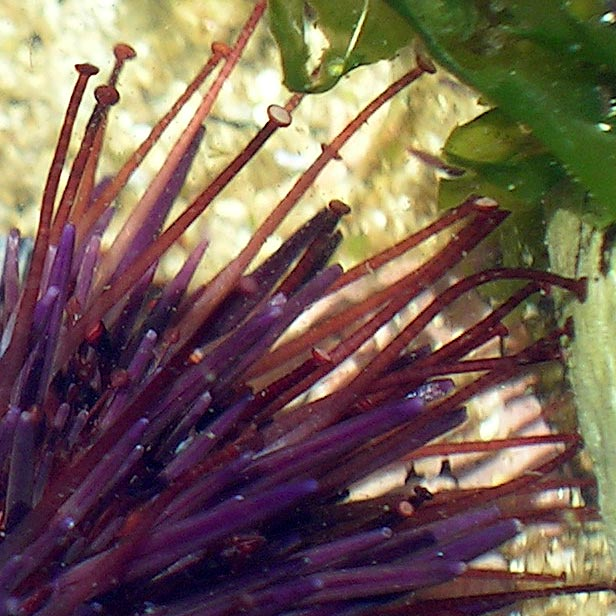
Амбулакральні ніжки морського їжака

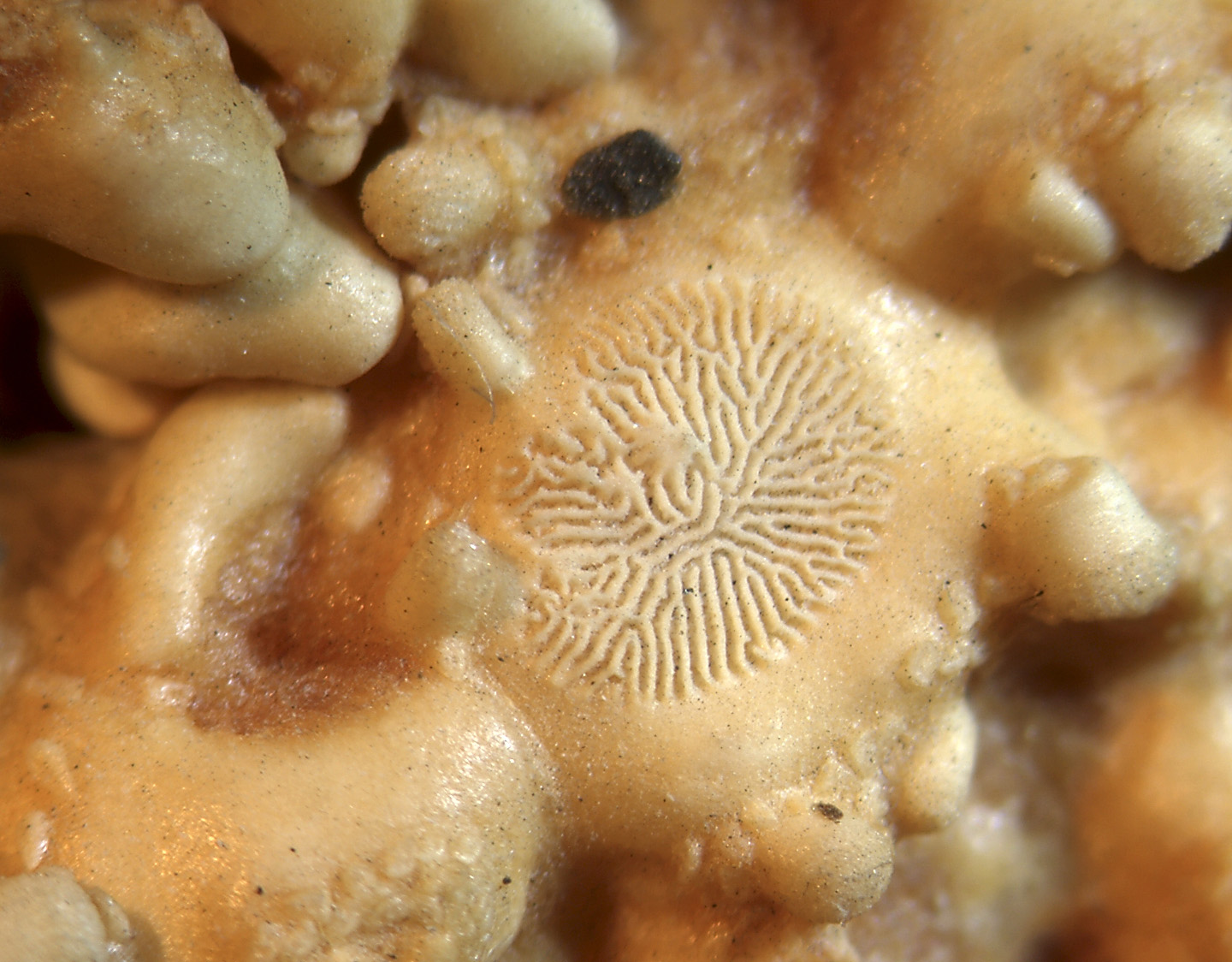
Мадрепорова пластинка

Внутрішній простір панцира заповнений кишкою та гонадами. Кишечник починається на ротовим отвором на оральній стороні, проходе через ліхтар аристотеля, робить кілька поворотів у порожнині тіла та закінчується анальним отвором в середині між кінцевими пластинками панцира, на аборальній стороні.
Кровоносна система складається з двох кільцевих судин — аборального, що оточує задній відділ кишечника, та орального, що оточує передній відділ кишки одразу над ліхтарем аристотеля. Від кожної кільцевої судини відходить по кровоносних 5 лакун. Лакуни, що відходять від аборальної судини, розгалужуються на дрібні судини та живлять гонади. До кишечника підходять судини від орального кінця. Між собою кровоносна система з'єднується за допомогою вертикального вісьового органу.
Нервова система складається з орального кільця, від якого відходять 5 радіальних нервів, які інервують очі на аборальній стороні. Очі морських їжаків здатні сприймати різкі зміни освітленості, та, імовірно, близько розташовані предмети.
На поверхні шкаралупи морського їжака знаходяться численні горбики, які мають різну будову та розміри, та слугують для прикріплення голок. Голки теж бувають різних розмірів, більші з них називають первинними. Основа кожної голки має суглобне заглиблення, в яку входить виріст у формі півкулі. Місце з'єднання голки з виростом охоплене суглобною сумкою сильними м'язами, за допомогою яких голка має змогу обертатись у різні боки. Голки за формою можуть бути гладенькими, з ребрами, шипами, та відростками. Серед звичайних голок знаходяться педіцелярії — органи для захоплення їжі. Вони невеликі за розмірами (до 10 мм), мають вигляд дрібних рухомих щипців, які розташовані на виростах скелетних пластин. Педіцелярії складаються з вапнякового стебла, яке за допомогою м'язів прикріплений до панцира та головки, що складається з 3 або 4 вапнякових стулок. Педіцелярії поділяються на кілька видів, залежно від будови, деякі з них мають отруйні залози. За допомогою отрути морські їжаки захищаються від ворогів та полюють здобич.
Рухаються морські їжаки за допомогою амбулакральних ніжок та голок. На вертикальні поверхні вони підіймаються тільки завдяки ніжкам, у горизонтальному напрямку можуть рухатись як за допомогою ніжок, так і за допомогою голок. Рух за допомогою голок відбувається швидше (голки при цьому рухаються наче ходулі).

## Спосіб життя

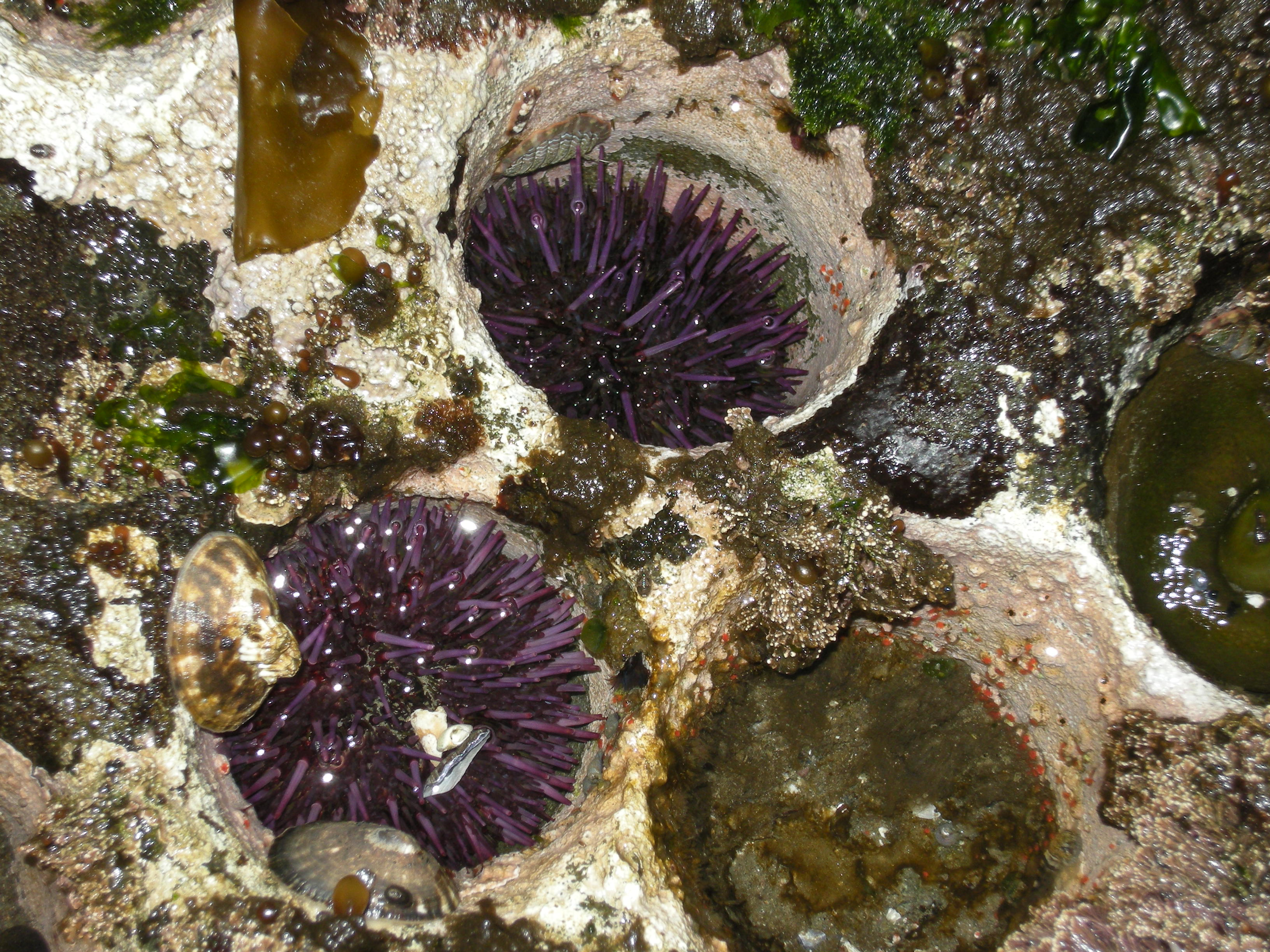
Морські їжаки у скелі

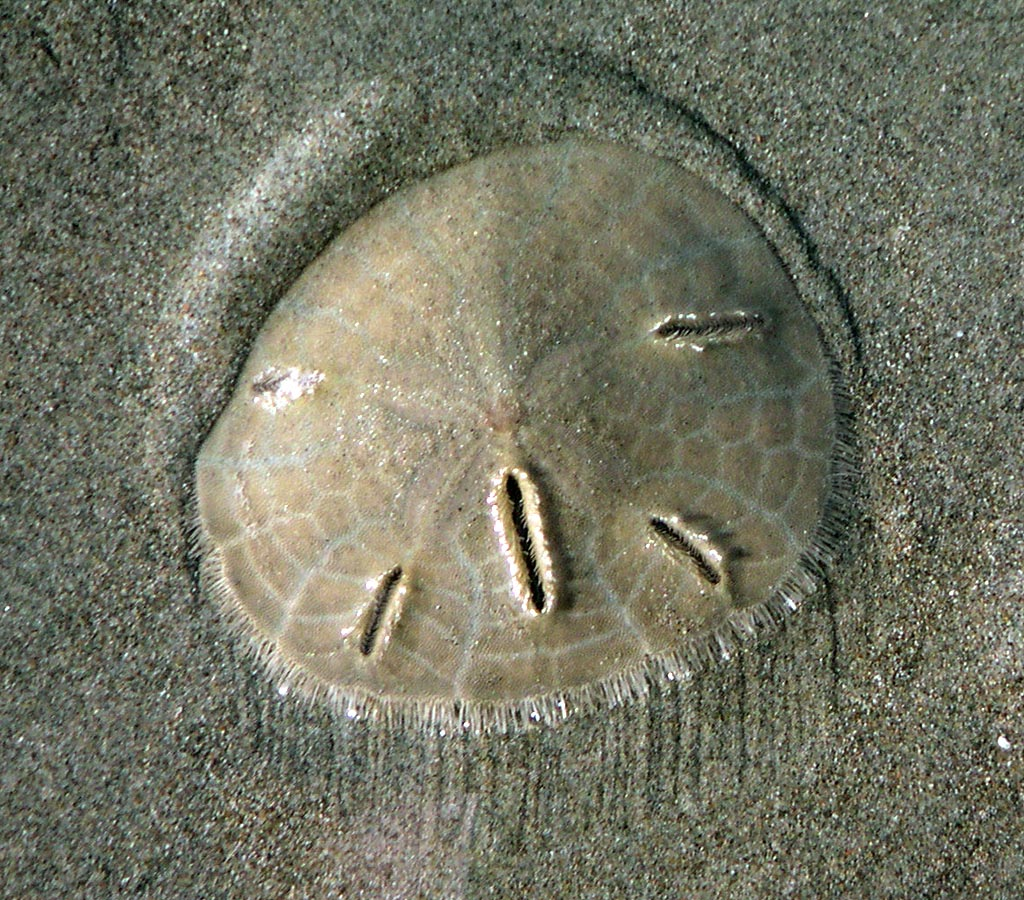
Mellita longifissa занурюється у пісок

Широко розповсюджені у морях та океанах з нормальною солоністю на глибинах до 7 км. Бентосні організми, живуть на різноманітних ґрунтах, але морські їжаки підкласу правильних надають перевагу скелям, каменям, кораловим рифам та іншим твердим ґрунтам, їжаки підкласу неправильних зустрічаються здебільшого на м'яких ґрунтах, в які можуть закопуватись. Можуть утворювати великі скупчення. Деякі види займають різноманітні заглиблення у скелях, інші здатні самі висвердлювати собі укриття навіть у кам'яних скелях. Деякі види прикривають себе уламками черепашок, водоростями та дрібним камінням, маскуючись від ворогів. Морські їжаки підкласу правильних харчуються головним чином водоростями, які зішкрібають з камінням, але можуть споживати і дрібних тварин. Деякі види харчуються молюсками, розчавлюючи їхні черепашки за допомогою ліхтаря аристотеля, види, що живуть на коралових рифах (родина Diadematidae), живляться м'якими тканинами коралів. Усі правильні морські їжаки при харчуванні підтримують їжу голками, підштовхують її до рота та відкушують невеликі шматочки. Представники неправильних морських їжаків, що зариваються у ґрунт, збирають клейкими амбулакральними ніжками їжу з поверхні ґрунту (діатомові водорості, форамініфери, черви, молюски), але основну частину їхнього раціону складає детрит.
Морські їжаки — малорухливі тварини, тому вони часто стають об'єктом для заселення іншими організмами. На поверхні панцира під захистом голок можуть жити дрібні безхребетні (деякі молюски, ракоподібні). Деякі офіури та багатощетинкові черви, що оселяються біля ротового отвору морських їжаків, можуть красти у них їжу. Паразитичні молюски прикріплюють свої кладки до їжаків роду Echinus. Молюски, що розвиваються, просвердлюють твердий панцир їжака та живляться його тканинами.

## Розмноження

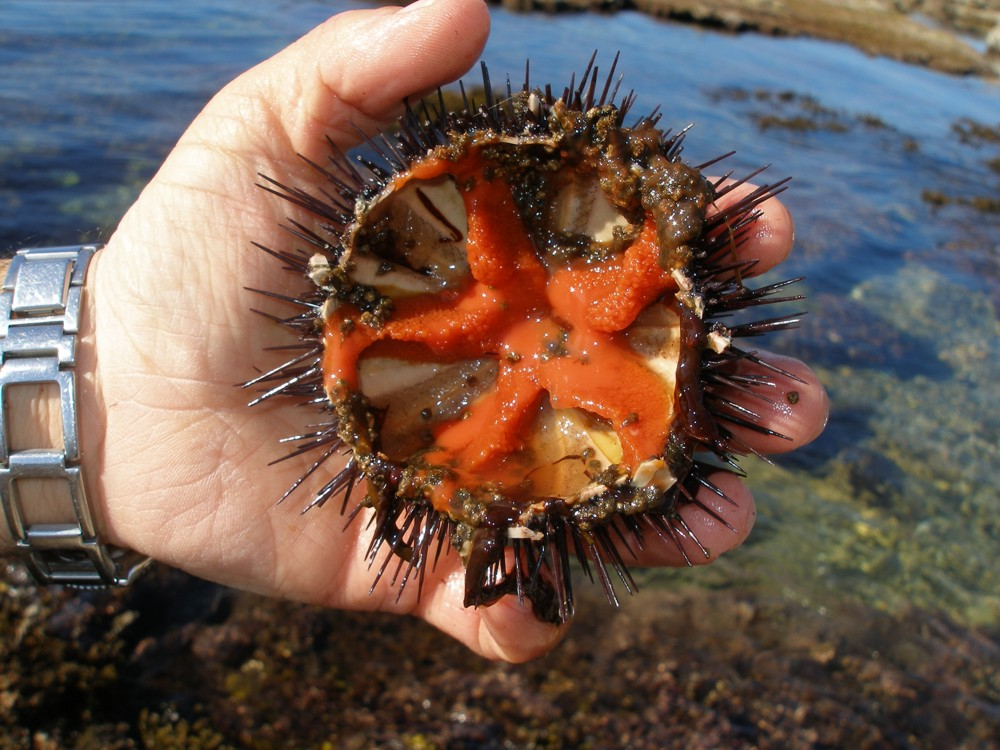
Гонади морського їжака

Роздільностатеві. Тварини мають по 5 гонад навкруги задньої кишки (5 яєчників у самиць або 5 сім'яників у самців), які відкриваються протоками біля анального отвору. Самиця може відрізнятися зовнішнім виглядом від самця (у видів, для яких характерна турбота про потомство) та відрізняється великою плодючістю (протягом нерестового періоду може відкласти кілька мільйонів ікринок). Запліднення зовнішнє. Деяким видам властиве живородіння. У період нересту утворюють скупчення. Розвиток складний, з плаваючою личинкою — ехіноплутеусом. Личинка має мікроскопічний розмір та білатеральну симетрію. Вона вільно плаває, хоча вже на стадії личинки має досить розвинений вапняковий скелет у вигляді подовжених паличок. Перехід від стадії личинки до дорослого організму відбувається шляхом складного метаморфозу. При цьому тільки частина личинки, переважно її ліва сторона розвивається у зародок, а значна частина правої сторони відмирає. Перехід до радіально-симетричного дорослого організму відбувається через асиметричну стадію, при цьому відбувається значна переорієнтація внутрішніх органів, молодий їжак немов відбруньковується на тілі личинки. Ліва сторона личинки стає оральною стороною, права — аборальною. Молодий їжак на цій стадії нагадує морську зірку та має розміри до 1 мм. Надалі відбувається розростання оральної сторони та відставання у розвитку аборальної, після чого молода особина стає схожою на дорослу.

## Значення

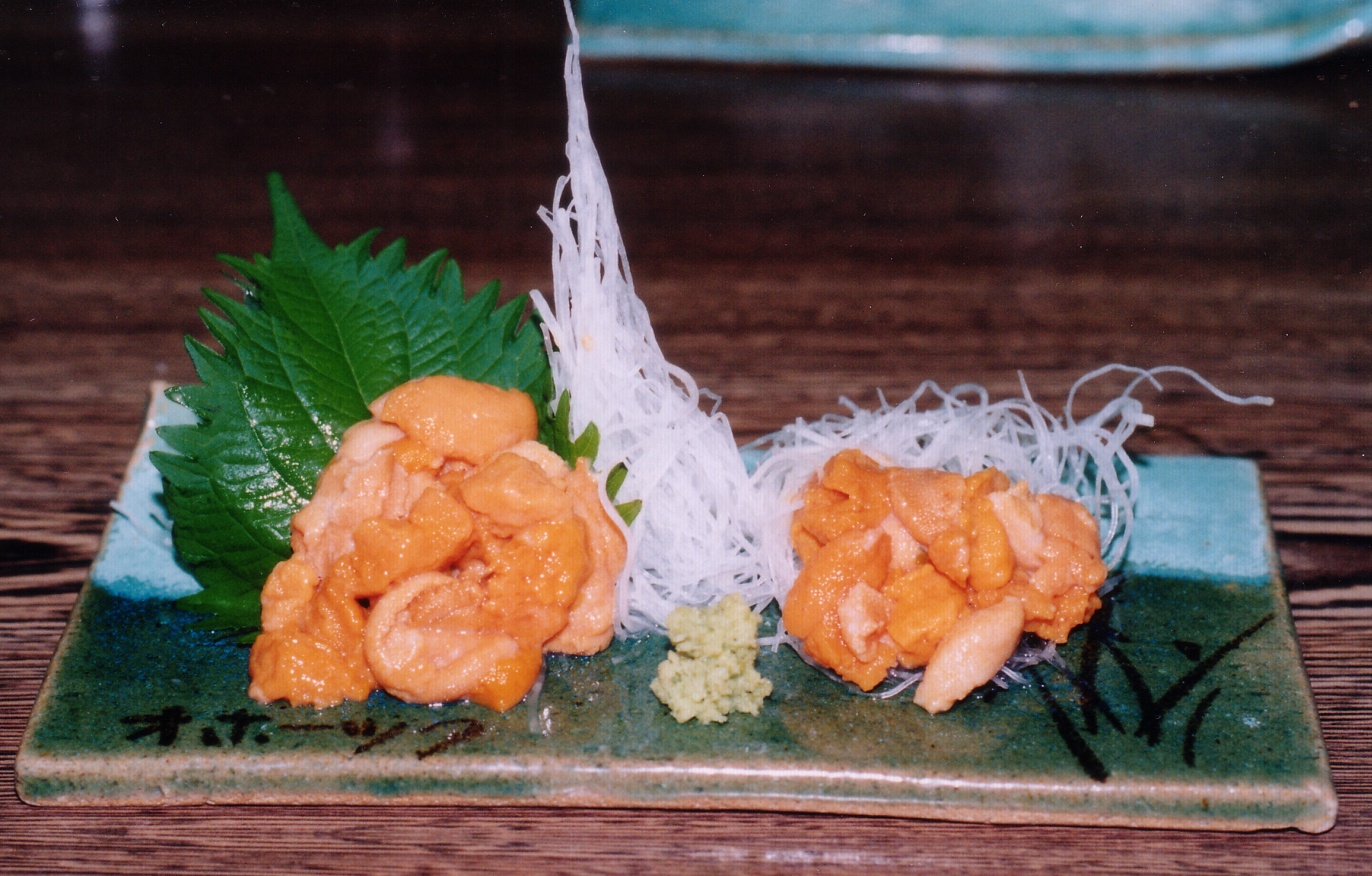
Страва японської кухні з морського їжака

Деякі види є об'єктом промислу. Промисел ведеться біля берегів Південної та Північної Америки, Нової Зеландії, Японії, Середземному морі та у Адріатичному морі на берегах Хорватії. Для японців гонади морського їжака є традиційною національною стравою. Особливо цінується ікра з морських їжаків, яка має великий вміст жирів та білка та вживається у їжу у сирому підсоленому або смаженому вигляді. Шкаралупа панциру використовуються як мінеральне добриво. Нещодавно у тварин виявили речовину ехінохром, що може використовуватись для зміцнення серцевого м'яза. Також морські їжаки є кормом для багатьох видів тварин, зокрема деяких крабів, молюсків, морських зірок, крупних риб, птахів та ссавців.